# Добровољачки козачки одред
Добровољачки козачки одред (рус. Вольно-Казачий Отряд, укр. Вільно-Козачий Загін) је јединица Руског добровољачког корпуса, која окупља добровољце козаке са југа Русије и Украјине. Оснивачи су козачки покрети Ѣзиковъй Ѣртаул и Січова братія. Одред, по изјавама његових припадника, се састоји од козака и осталих који гравитирају козачком духу, из Русије и из Украјине.

## Задаци и вредности
По командирима одреда, њихови циљеви су:
- помоћ Украјини у борби против руских окупатора;
- стицање борбеног искуства и квалификација;
- уједињење активних присталица Слободних козака [] у једну јединицу.

Чланови одряда се залажу за ослобађање козачких територија од руске владавине, са циљем обезбеђивања права југа Русије на самоуправљање и другачији пут развоја. Поред тога, за учеснике одреда важно је и очување козачких традиција и војно-политичке културе.

## Ратни пут
Борци одреда су учествовали у борбама за Авдејевку и Сватово за време јесење фазе украјинске контраофанзиве 2023.